# Austin City Limits Music Festival
Het Austin City Limits Music Festival is een jaarlijks muziekfestival dat tijdens twee opeenvolgende driedaagse weekenden wordt gehouden in Zilker Park in Austin. Geïnspireerd door de KLRU/PBS-muziekserie met dezelfde naam, wordt het festival geproduceerd door het in Austin gevestigde bedrijf C3 Presents, dat ook Lollapalooza uit Chicago produceert.
Het ACL Music Festival heeft acht podia waar bands en artiesten uit verschillende genres als rock, indie, country, folk, elektronica en hiphop optreden voor fans. De concerten vinden plaats van 10.00 tot 22.00 uur op vrijdag, zaterdag en zondag tijdens het festival op verschillende in het park verspreide podia. Het festival wordt jaarlijks bezocht door ongeveer 450.000 mensen. Naast de muziekuitvoeringen zijn er eet- en drinkgelegenheden, een kunstmarkt, een kindergedeelte voor gezinnen en andere activiteiten voor aanwezigen.

## Geschiedenis
Het festival werd opgericht in 2002 en begon als een weekendevenement en bleef dit als zodanig tot een datum in 2012. Op 16 augustus 2012 stemden de leden van de gemeenteraad van Austin unaniem om het Austin City Limits Music Festival vanaf 2013 uit te breiden naar twee opeenvolgende weekenden. Artiesten die op het festival hebben gespeeld zijn onder andere Metallica, Red Hot Chili Peppers, Depeche Mode, The Cure, Arctic Monkeys, Guns N' Roses, Tame Impala, Robyn, Arcade Fire, Muse, Vampire Weekend, The Flaming Lips, Radiohead, Nick Cave & The Bad Seeds, Pearl Jam, Foo Fighters, de in Austin geboren Gary Clark jr. en nog veel meer.
In juli 2020 werd het festival afgelast vanwege de COVID-19-crisis.

### Relatie met televisieseries
De televisieserie Austin City Limits was de inspiratie (en later de aanzet tot de uitgebreide commerciële samenwerking) die leidde tot het succes van het eerste muziekfestival. De historische televisieserie Austin City Limits is gebaseerd op de principes van muzikale en culturele diversiteit en was aanvankelijk gericht op Texaanse singer-songwriters, country- en folkartiesten. De eerste iteratie van de show gaf een stem aan muzikanten die moeite hadden om gehoord te worden. Deze allesomvattende benadering van muziek en hoe het is gemaakt, leidde tot samenwerkingen met muzikale en instrumentale talenten uit elk genre en geografisch gebied.

## Internationale uitbreiding

### Auckland City Limits
In 2015 werd aangekondigd dat het Auckland City Limits Music Festival begin oktober 2016 zijn debuut zou maken in het Western Springs-stadion in Auckland, Nieuw-Zeeland. Het festival toonde meer dan 40 artiesten uit een breed spectrum van muzikale genres, en belichtte lokale culinaire producten, ambachten, festivalmode, een ruimte voor kinderen en een nieuw festivalforum voor het spreken over en het uitwisselen van culturele en innovatieve ideeën.

### Sydney City Limits
In het voorjaar van 2018 maakte Sydney City Limits zijn debuut op Brazilian Fields en Parade Grounds in Centennial Park in Sydney, Australië. Dit festival omvatte één dag met 28 bands op vier podia. Het had veel van dezelfde activiteiten en functies als Austin City Limits.